# Olímpia
Olímpia este un oraș în São Paulo (SP), Brazilia.